# Den döende detektiven (TV-serie)
Den döende detektiven är en svensk miniserie som hade premiär i SVT år 2018. Serien är tredje och sista delen av SVT:s "Leif GW Persson-trilogi" som baserats på Leif G.W. Perssons kriminalromaner om polisen Lars Martin Johansson. Den har föregåtts av En pilgrims död och Den fjärde mannen – alla tre med Rolf Lassgård i huvudrollen. Manuset till Den döende detektiven är skrivet av Sara Heldt och serien är regisserad av Kristian Petri.

## Synopsis
Samtidigt som Lars Martin Johansson, före detta chef för Rikskriminalen, rehabiliteras griper hans gamla liv tag i honom på nytt. Hans läkare berättar en hemsk historia om ett trettio år gammalt ouppklarat mord på Yasmine, en nioårig flicka.

## Rollista
- Rolf Lassgård – Lars Martin Johansson, f.d. chef för Rikskriminalen
- Helena af Sandeberg – Jeanette Eriksson, polisintendent
- Henrik Norlén – Jan Lewin, kriminalkommissarie
- Per Svensson – Bo Jarnebring, kriminalinspektör
- Ellen Jelinek – Lisa Mattei, kriminalkommissarie
- Rolf Lydahl – förhörsledare
- Lars Lind – Sjöberg
- Amanda Ooms – Ulrika Stenholm
- Alexej Manvelov – Max
- Lena B. Eriksson – Pia
- Angelika Prick – Matilda
- Savannah Issa – Yasmine Ermegan
- Ardalan Esmaili – Joseph Ermegan